# NGC 5085
NGC 5085 ist eine Spiralgalaxie vom Hubble-Typ Sc im Sternbild Hydra südlich der Ekliptik. Sie ist schätzungsweise 82 Millionen Lichtjahre von der Milchstraße entfernt und hat einen Durchmesser von etwa 90.000 Lichtjahren. Die Galaxie ist Mitglied der NGC 5061-Gruppe.
Sie wurde am 26. März 1789 von Wilhelm Herschel mit einem 18,7-Zoll-Spiegelteleskop entdeckt, der sie dabei mit „F, R, resolvable, vglbM, 4′ diameter“ beschrieb.